# Megan Rapinoe
Megan Anna Rapinoe (Redding (Californië), 5 juli 1985) is een Amerikaanse voetbalster. Ze verruilde Olympique Lyonnais in 2013 voor Reign FC. Rapinoe debuteerde in 2006 in het Amerikaans voetbalelftal. Hiermee won ze goud op de Olympische Zomerspelen 2012, het WK 2015 en het WK 2019. In 2019 won ze de Ballon d'Or en werd ze benoemd tot The Best FIFA Women's Player. Na de uitschakeling van USA in de achtste finale van het Wk in 2023 heeft Rapinoe besloten te stoppen met haar interlandcarrière. In 2022 speelde ze een rol in The Soccer Football Movie als zichzelf.

## Clubcarrière
| Jaar      | Club                      |
| --------- | ------------------------- |
| 2002-2005 | Sacramento Pride          |
| 2009-2010 | Chicago Red Stars         |
| 2011      | Philadelphia Independence |
| 2011      | Seattle Sounders          |
| 2013      | Olympique Lyonnais        |
| 2013-     | Seattle Reign             |

## Activisme
Rapinoe verkreeg landelijke aandacht door het knielen tijdens het volkslied voorafgaand aan een interlandwedstrijd in september 2016 uit solidariteit met NFL-speler Colin Kaepernick.
Na de wedstrijd verklaarde zij: "het was een knikje naar Kaepernick en alles waar hij juist nu voor staat. Ik denk dat het werkelijk walgelijk is hoe hij is behandeld en op welke wijze veel media er verslag van hebben gedaan en er iets van hebben gemaakt dat het helemaal niet is [...].
Als homoseksuele Amerikaanse, weet ik wat het betekent om naar de vlag te kijken en me bewust te zijn dat deze niet al mijn vrijheden beschermt. Het was iets kleins dat ik kon doen en iets wat ik me voorneem in de toekomst te blijven doen en hopelijk wat zinvolle conversatie zal losmaken”.
Tijdens de Wereld Cup van 2015 stond zij stil tijdens het volkslied. Ze sprak zich kritisch uit over de toepassing van kunstgras in stadions van dat toernooi; dit voor het eerst in een mannen- of vrouwentoernooi op het hoogste niveau.
Rapinoe is vanaf 2016 betrokken bij het pleidooi voor de gelijke betaling van mannen- en vrouwenteams.
In maart 2019 spande zij met 27 van haar collega-teamspelers een rechtszaak aan tegen de Amerikaanse Voetbal Federatie, die zij beschuldigen van seksediscriminatie omdat ze -ondanks hun wereldbekerwinst- minder zouden hebben ontvangen dan de Amerikaanse nationale mannenploeg. Dit vloeit voort uit de strijd om gelijke beloning. Na een optelsom van alle lonen en voordelen bleek deze uitspraak later onwaar te zijn.
De advocaat van de Amerikaanse voetbalbond voerde in de lopende rechtszaak aan dat mannelijke voetballers beter worden betaald omdat zij "meer vaardigheden hebben en grotere verantwoordelijkheden hebben". Rapinoe reageerde zonder dralen:"Je bent niet minder omdat je een meisje bent. Biologisch gezien worden jongens bij het opgroeien groter, sterker en sneller. Zelf train ik nu veel met het nationale jongensteam onder achttien jaar. Ik ben vaardiger dan al die jongens bij elkaar!". Bondsvoorzitter Carlos Cordeiro trachtte na Rapinoe's felle kritiek met excuses en een andere strategie in de rechtszaak de verhouding te verbeteren. Het mocht niet baten. Cordeiro is inmiddels opgevolgd door vicevoorzitter Cindy Parlow Cone. Deze oud-international is de eerste vrouwelijk voorzitter van de Amerikaanse voetbalbond.
Uiteindelijk kregen Rapinoe en haar collega's geen gelijk van de rechter in de rechtszaak rond de vermeende loondiscriminatie. Het Amerikaanse nationale vrouwenteam was initieel namelijk hetzelfde verloningsplan als dat van de mannen aangeboden. Dit voorstel werd door Rapinoe en haar collega's echter geweigerd omdat dit schema uitsluitend uit een prestatieloon bestond. Dit is een soort van bonussysteem dat inhoudt dat een speler enkel geld krijgt als deze speelt. Als je veel zou spelen krijg je veel geld, maar als je niet speelt krijg je niets. Bovendien waren er geen personeelsvoordelen verbonden aan het verloningsplan. Het vrouwenteam onderhandelde daarom een systeem met een lager prestatieloon, maar waarbij elke speelster (ongeacht of deze speelde) een vast jaarloon, ziekteverzekering -hetgeen zeer duur is in de Verenigde Staten-, een deel van de ticketrecette en allerhande andere personeelsvoordelen kreeg. De vrouwen hadden dus voor zekerheid gekozen en de mannen voor meer risico. In de rechtszaak vroeg het vrouwenteam dus om zowel hun vaste loon en voordelen te behouden, maar ook om exact hetzelfde bonusplan als de mannen -die geen voordelen of vast loon hadden- te krijgen. Dit feit leverde Rapinoe en haar collega's veel kritiek op.

## Privéleven
Op 2 juli 2012 kwam Rapinoe uit de kast in een interview met Out magazine. Ze had van 2009 tot en met 2013 een relatie met Sarah Walsh, een Australische voetbalster. Sinds eind 2016 is ze samen met basketbalster Sue Bird.
- Bibsys: 1606126541418
- Bibliothèque nationale de France: cb179104120 (data)
- Catàleg d'autoritats de noms i títols de Catalunya: 981059263336606706
- Gemeinsame Normdatei: 1213095549
- International Standard Name Identifier: 0000 0004 9282 5367
- Library of Congress Control Number: n2018046276
- Bibliotheek van het Japanse parlement: 032289867
- Nederlandse Thesaurus van Auteursnamen: 430380496
- Système universitaire de documentation: 249787806
- Virtual International Authority File: 646160483787404991082